# Rynárec
Rynárec (německy Rinaretz, Rienharts (1358), Reinharts) je obec v okrese Pelhřimov v Kraji Vysočina. Žije zde 660 obyvatel. Obcí protéká říčka Bělá, která je pravostranným přítokem Hejlovky.

## Historie
První písemná zmínka o obci pochází z roku 1203. Význam slova Rynárec vychází z německého osobního jména Reinhart, tj. Rynhart, což znamená Rynhartův dvůr. Původně samostatný statek vlastnili vladykové z Rynárce, posledním předhusitským majitelem byl Václav z Rynárce. Menší část koupil roku 1565 Karel Říčanský z Říčan, od roku 1584 bylo již celé zboží ve vlastnictví Kryštofa Leskovce na Rychnově.
Jako host v místním ochotnickém spolku vystupovala Jarmila Kurandová.

## Obyvatelstvo
K 1. lednu 2010 měl Rynárec 590 obyvatel, z toho 306 mužů a 284 žen. Počet obyvatel v obci tedy jednoznačně stoupá. Průměrný věk obyvatel je 36,2 let.
| Rok            | 1869 | 1880 | 1890 | 1900 | 1910 | 1921 | 1930 | 1950 | 1961 | 1970 | 1980 | 1991 | 2001 | 2011 | 2021 |
| -------------- | ---- | ---- | ---- | ---- | ---- | ---- | ---- | ---- | ---- | ---- | ---- | ---- | ---- | ---- | ---- |
| Počet obyvatel | 414  | 466  | 454  | 410  | 474  | 486  | 383  | 368  | 384  | 413  | 488  | 464  | 498  | 566  | 635  |
| Počet domů     | 61   | 63   | 66   | 63   | 68   | 72   | 74   | 80   | 84   | 97   | 124  | 126  | 146  | 178  | 209  |

## Obecní správa
Mezi lety 1869–1979 Rynárec byl obcí v okrese Pelhřimov. Od 1. ledna 1980 do 23. listopadu 1990 patřil jako čast města k Pelhřimovu a od 24. listopadu 1990 je opět samostatnou obcí. V letech 1961–1979 k obci patřil Vokov a od 1. dubna 1976 do 31. prosince 1979 také Zajíčkov.

### Obecní symboly
Znak a vlajka byly obci uděleny rozhodnutím předsedy Poslanecké sněmovny Parlamentu České republiky dne 14. června 2000.

## Školství
- Základní škola a mateřská škola Rynárec

## Pamětihodnosti
- Kostel svatého Vavřince, vysvěcený 13. června 1203 pražským biskupem Danielem II.
- Fara

## Galerie

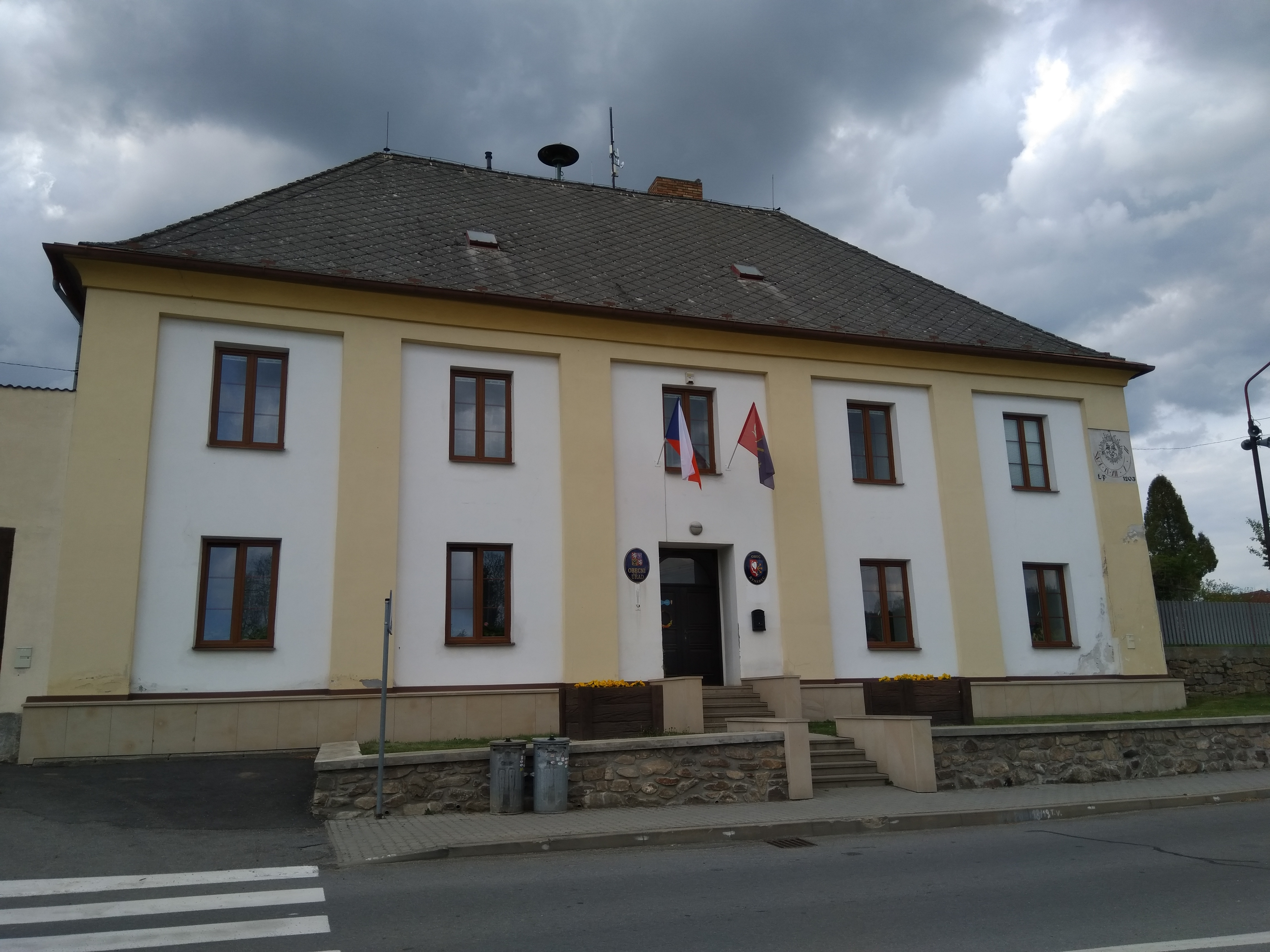
Obecní úřad
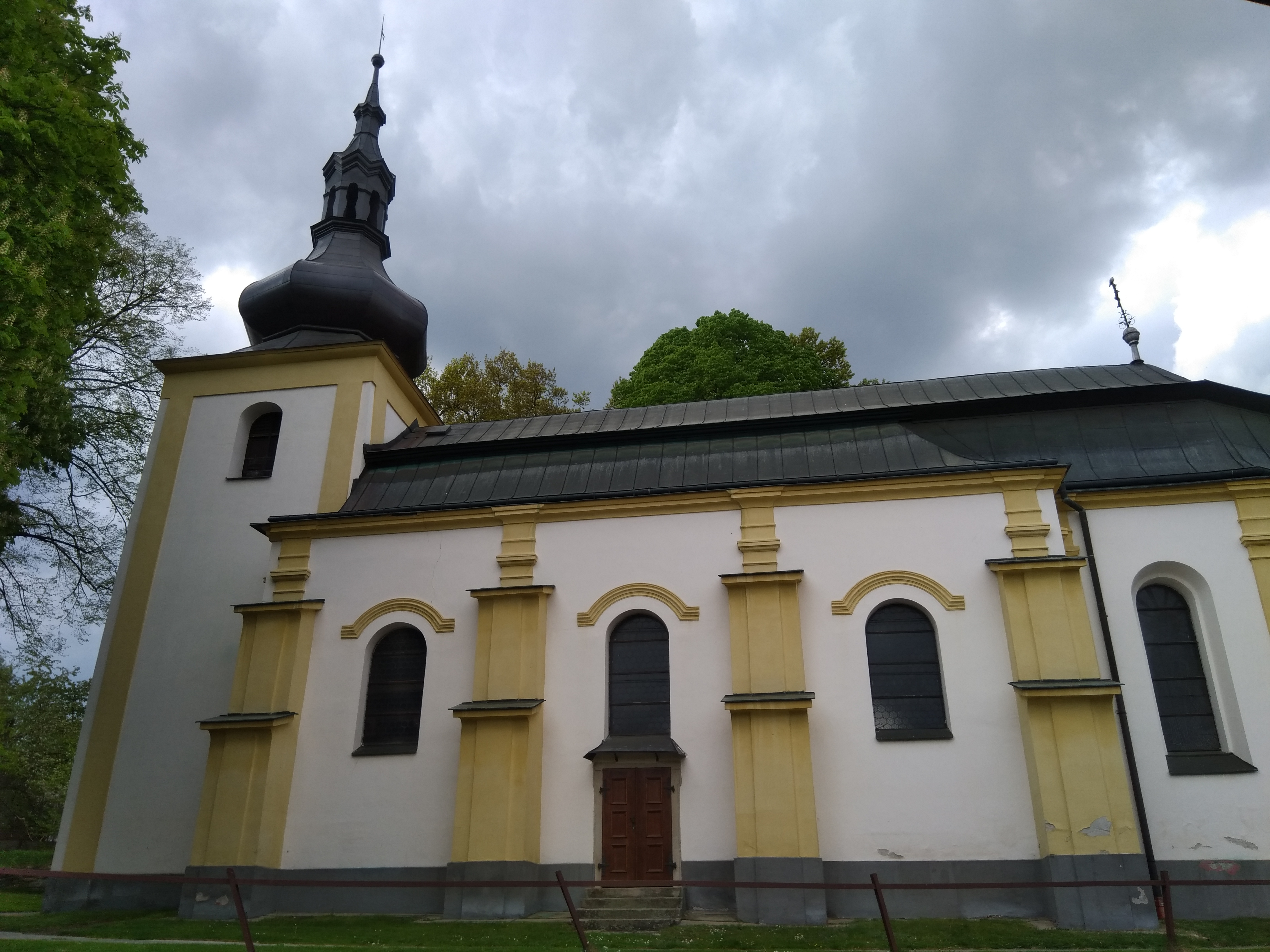
Kostel sv. Vavřince
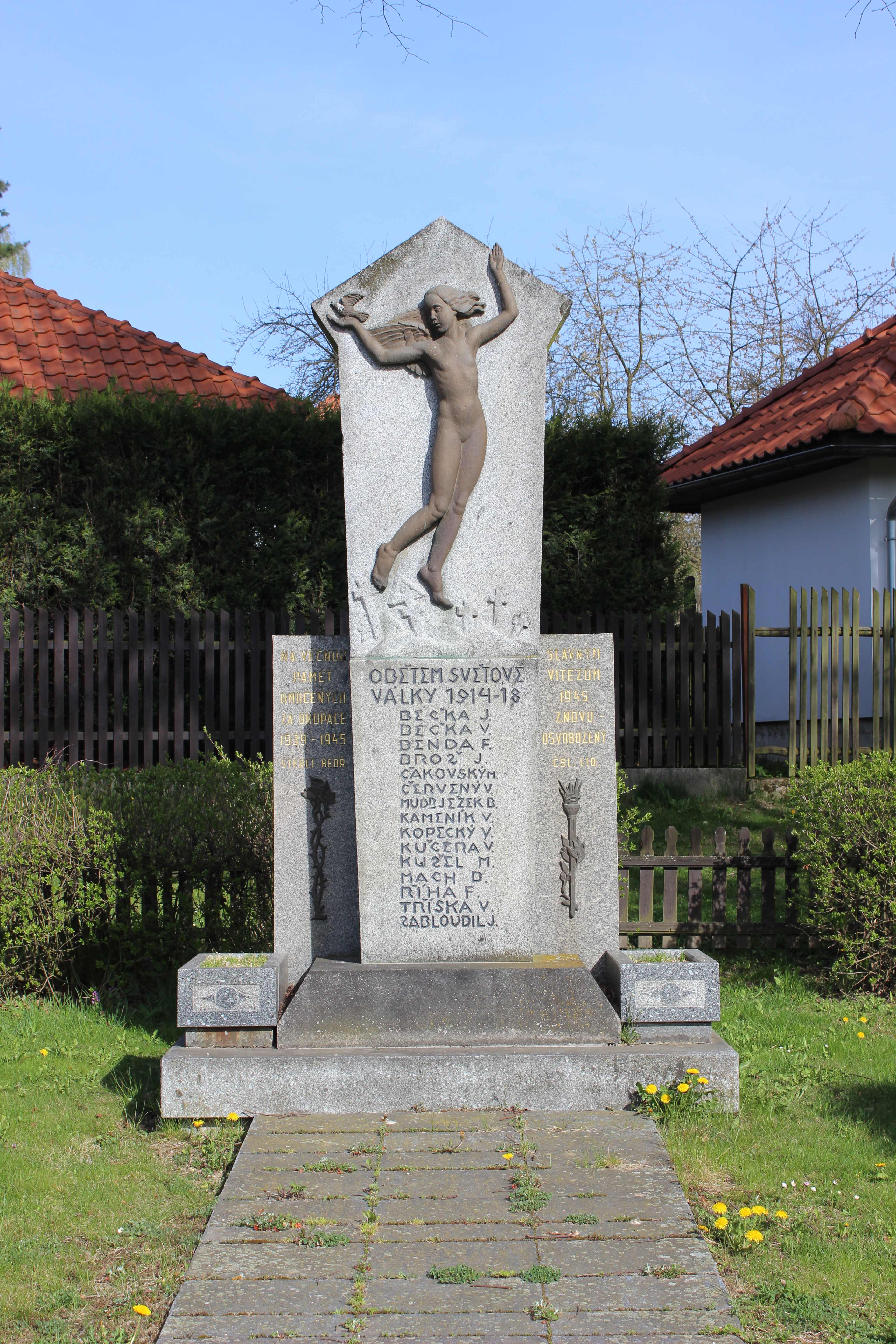
Pomník obětem první světové války
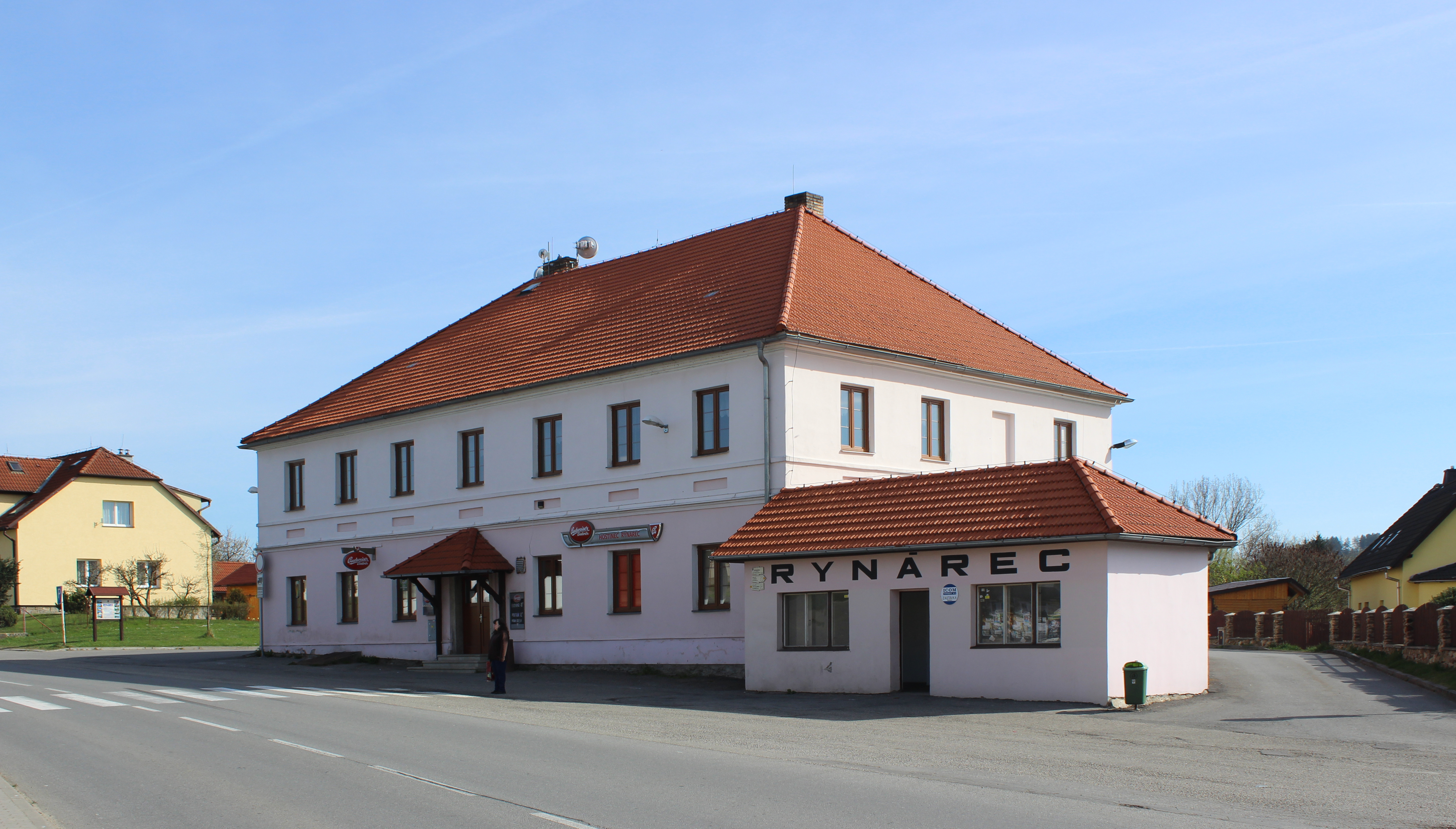
Hostinec
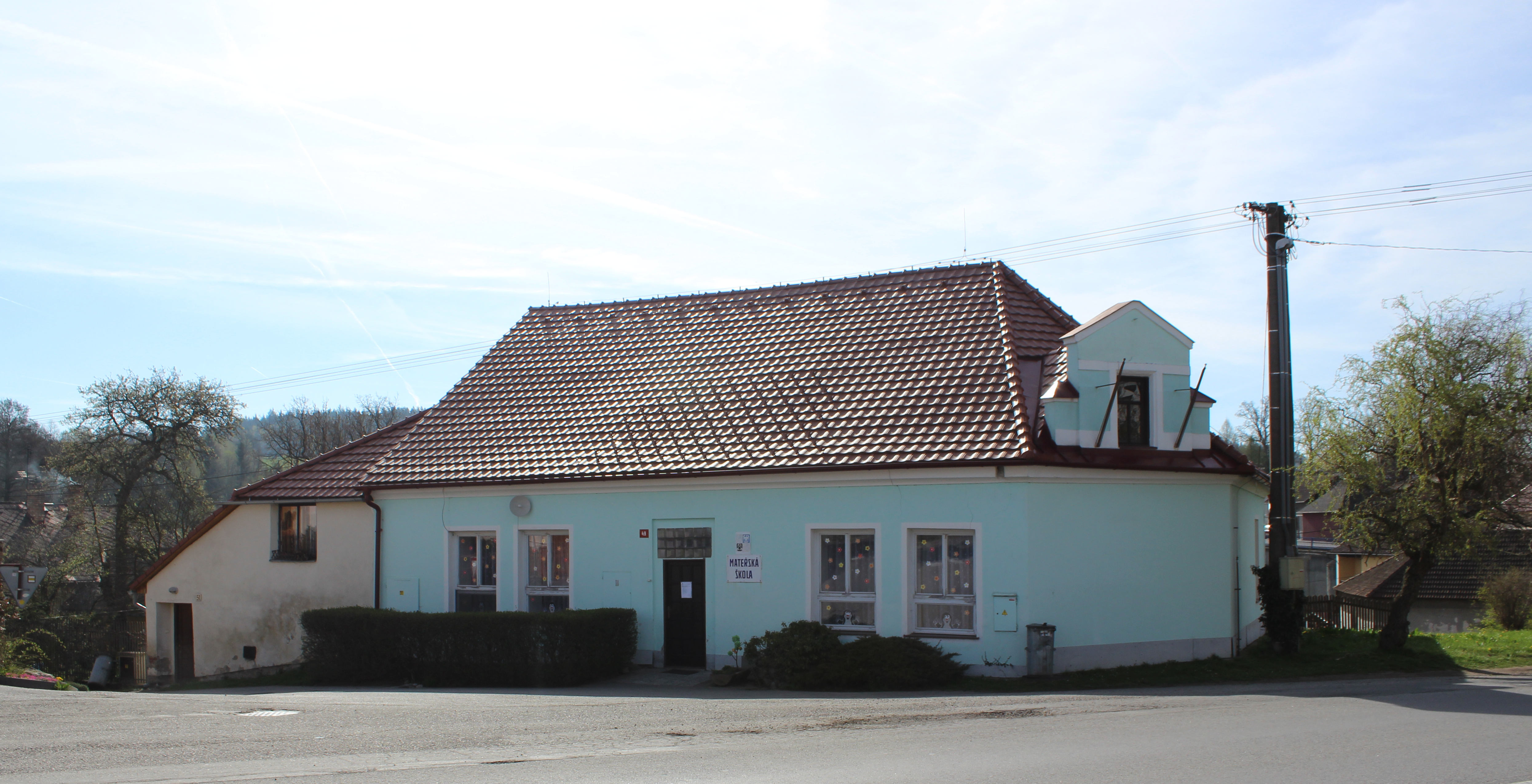
Mateřská škola
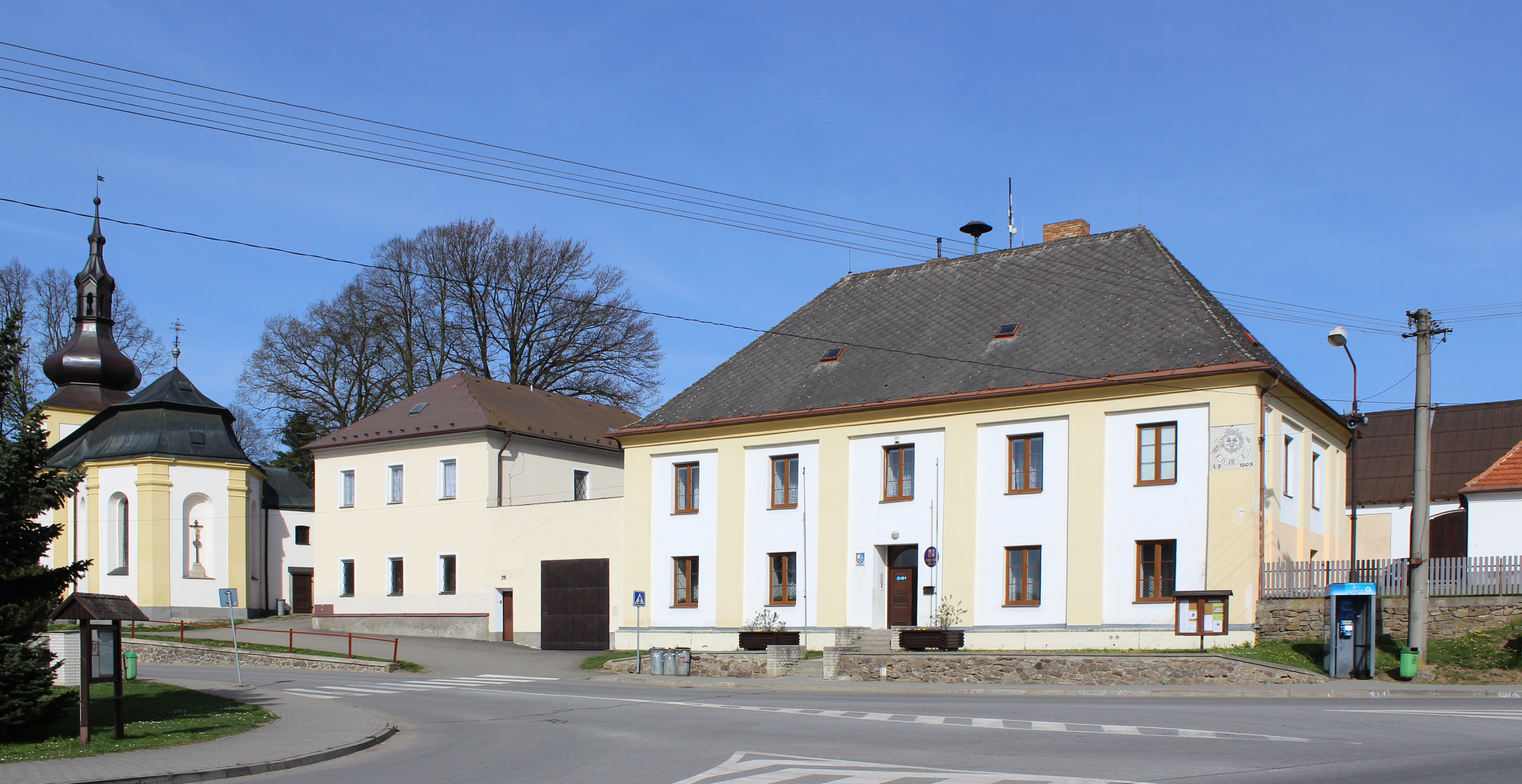
Obecní úřad a kostel sv. Vavřince